# Goldmeister
Goldmeister ist ein deutsches Gesangsduo, das Musik aus den 1920er-Jahren unter anderem mit Hip-Hop der 1990er-Jahre mischt.

## Bandgeschichte
Chris Dunker und Philipp Ohleyér machten bereits seit mehr als 5 Jahren zusammen Musik, unter anderem in ihrer gemeinsamen Band Phoenix West. 2016 gründeten die beiden das Projekt Goldmeister. Der Name basiert auf den beiden großen Einflüssen, dem Swing der Goldenen Zwanzigern sowie Grandmaster Flash als Pate für den Hip-Hop. Musikalisch verwendet man Oldtime Jazz, Dixieland, Chicago-Jazz und Swing bis hin zum Lounge und Party-Jazz der 1960er. Für die Songs wurden Lieder von Hip-Hop-Künstlern der 1990er und 2000er Jahren verwendet, so unter anderem von Fettes Brot, Culcha Candela, Xavier Naidoo, Peter Fox und Jan Delay.
Als erste Single erschien Sie ist weg (ursprünglich von Die Fantastischen Vier) am 6. April 2018. Am 22. Juni 2018 erschien das Debütalbum Alles Gold über Universal Music, für das sie den Produzenten Matthias Haß gewinnen konnten. Das Album erreichte Platz 30 der deutschen Albencharts.
Live werden die beiden Sänger von den Musikern der Ragtime Bandits sowie Lutz Krajenski unterstützt.

## Diskografie
- 2018: Sie ist weg (Single, Universal Music)
- 2018: Alles Gold (Album, Universal Music)
- 2020: Willkommen In Den Zwanzigern! (Album, Universal Music)